# Boadilla del Monte

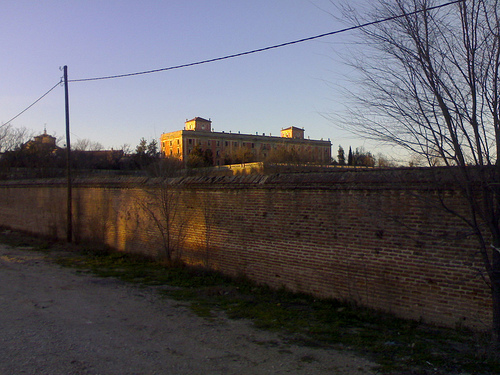
Pałac Don Luisa z XVIII wieku

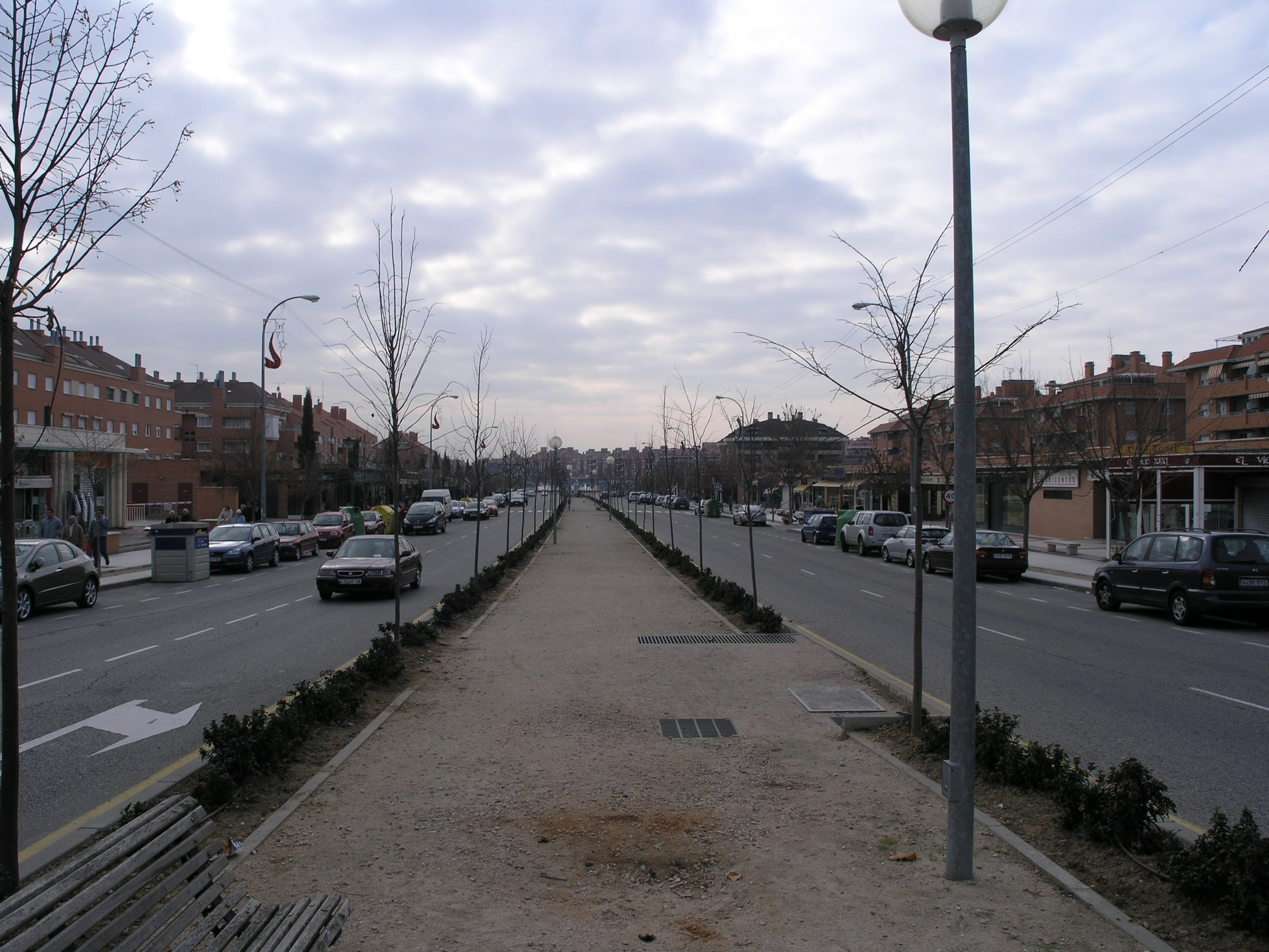
Osiedle mieszkaniowe z aleją spacerową

Boadilla del Monte – miejscowość położona w środkowej Hiszpanii w regionie autonomicznym Madrytu, ok. 14,5 km na zachód od stolicy. Przepływają tędy dwie rzeki Guadarrama i Aulencia. Miasto leży na terenach łagodnych zboczy, przez co w okolicach ulokowane są liczne pastwiska.
Średnia roczna temperatura wynosi 13,6 °C, zaś średnia roczna ilość opadów to 500,5 mm³. Komunikację ze stolicą zapewniają 3 linie autobusowe (571, 573 i 574) oraz 1 nocna (N905), a także szybki tramwaj.